# PDU (casa discografica)
PDU Music&Productions SA (acronimo di Platten Durcharbeitung Unternehmungen, letteralmente "società di lavorazione dischi") è una casa discografica ed editrice musicale svizzera attiva in Italia.

## Storia
PDU nacque nel 1967 per iniziativa di Mina e di suo padre Giacomo Mazzini, con l'obiettivo principale di avere autonomia nella produzione e distribuzione dei dischi della Tigre di Cremona. La prima sede fu stabilita a Schaan, nel Liechtenstein e poi definitivamente spostata a Lugano, nella Svizzera italiana. Fino al 1984 sono stati mantenuti alcuni uffici e uno studio d'incisione a Milano, poi il tutto è stato trasferito in Ticino, residenza della cantante.
Nel corso dei primi anni di attività, PDU ha seguito molti altri artisti oltre a Mina, tra cui I Domodossola, Tihm, Aulehla & Zappa, Marita, Johnny Sax, Milena, Marisa Sacchetto e i cantautori Roberto Ferri e Luigi Grechi.
A partire dal 1972 iniziò anche la pubblicazione di album jazz, con interpreti come Renato Sellani, Giorgio Gaslini, Bruno Tommaso, Romano Mussolini, Martial Solal, Gaetano Liguori, Guido Mazzon, Andrea Centazzo,  Franco Ambrosetti e altri. Alcuni di questi album erano contrassegnati in copertina, per genere, tramite un piccolo disegno di un animale (una farfalla per la "leggera", un gallo per il "jazz", una tartaruga per l"avanguardia" e un pavone per le "pagine celebri", quest'ultima utilizzata solo nella serie "Auditorium"). Successivamente l'attività di scoperta e lancio di nuovi talenti è stata gradualmente dismessa, e la PDU è diventata sempre più la casa personale di Mina; unica eccezione di un certo rilievo è costituita dagli Audio 2. Sotto etichetta PDU sono usciti anche i due album pubblicati negli anni novanta da Massimiliano Pani come cantautore e una serie di album di artisti da lui prodotti, ossia Audio 2, Pato Garcia, Proxima, The Event, Massimo Bozzi e altri.
Distribuita dalla Durium fino al 1970, dalla EMI Italiana fino al 1996, è passata sotto il diretto controllo della RTI dal 1997 al 1999; dal 1999 è distribuita dalla Sony Music, dapprima tramite la sub-etichetta S4, che contraddistingueva tutta la produzione ex-RTI, poi direttamente dall'etichetta nippo-americana.
A sua volta, per alcuni anni la PDU si è occupata della promozione di una sua sottoetichetta, la Sun, ed è stato aperto un catalogo parallelo di musica classica, comprendente anche alcuni titoli di musica contemporanea, la serie "Auditorium" apparsa nell'ottobre 1971.
Dopo l'accordo di distribuzione con la EMI, vennero stretti legami con l'etichetta argentina Fermata Records, anch'essa legata al medesimo distributore, per la pubblicazione in Argentina, Brasile e paesi limitrofi della produzione di Mina. Conseguentemente la PDU pubblicò in Italia album provenienti dal catalogo della consociata sudamericana con musica di interpreti locali, ma anche di autori italiani, come Enrico Simonetti col suo 100% Samba, registrato e pubblicato originariamente solo in Brasile.
Altro accordo di produzione e distribuzione venne stabilito a partire dalla metà degli anni settanta con le etichette tedesche d'avanguardia Ohr, Brain, Kosmische Musik, Pilz e Kosmische Kuriere.
Da segnalare le pubblicazioni di Sonanze di Roberto Cacciapaglia e degli omonimi dei Logan Dwight e dei Cincinnato.
Dalle origini al 1973, l'etichetta si presenta nera con scritte argento e il logo in basso; successivamente verrà cambiata grafica e il logo sarà spostato sulla destra. Gli album co-prodotti con la Kosmische Kurriere presentano su una delle due facce il logo dell'etichetta tedesca, sempre in stampa argento su fondo nero. Solo per pochissime uscite, contrassegnate dalla dicitura "Disco-Reggae", venne utilizzata un'etichetta in due tonalità di marrone; questo sia sugli album che sui singoli estratti. Alcuni album di Mina presentano un'etichetta personalizzata.
Il catalogo, per quel che riguarda gli album, ha il suffisso PLD.A. e una numerazione a partire dal 5001 (Dedicato a mio padre di Mina) fino al 7075 (Mensaje de tango di Angel "Pato" Garcia) del 1991, anno in cui cessa la catalogazione come etichetta indipendente. I singoli utilizzano il suffisso P.A. dal 1001 di Roberto Ferri al 1155 di The Event del 1987. La serie Auditorium utilizza la catalogazione AC con una numerazione che parte dal 60001. All'interno della collana sono presenti tre principali serie "Classic Live", "Pagine celebri" e "Auditorium Classic". Il primo album della collana, "Concerti per tre clavicembali BWV 1063 e BWV 1064 di Johann Sebastian Bach PLD.AC.60001 ha la data di matrice del 1º ottobre 1971. La SUN utilizza per gli album la catalogazione LD.A. a partire dal 13001 di Johnny Sax e per i singoli il suffisso SU.A. dal numero 3001.
La EMI si è occupata di ristampare per tutti gli anni ottanta, fino alla prima scomparsa del vinile dalla grande distribuzione, la maggior parte degli album del catalogo di Mina. Le ristampe sono identificabili dalla modifica dell'etichetta per i titoli anteriori al 1973 e, in qualche caso, dal cambio del numero di catalogo (la "A" alle volte è sostituita da una "M"). Anche alcuni particolari grafici come una generale semplificazione delle copertine, eliminazione delle plastificazioni esterne e l'assenza dell'"aletta" interna, e l'aggiornamento dei numeri di matrice stampati nei solchi vuoti intorno all'etichetta sono utile per riconoscere le ristampe.
Nel 1996 PDU entra nell'orbita Fininvest, venendo acquistata dalla RTI Music S.p.a., una società del Gruppo Mediaset; nel 1999 la holding della famiglia Berlusconi cede tutta RTI Music (e quindi anche PDU) a Sony Music Entertainment Italy S.p.A.. Nel 2001 il marchio PDU torna di proprietà della famiglia Mazzini/Pani.
Alcuni album, come il secondo di Anita Traversi o quello dei Domodossola - seppur dotati di copertina (standard quella della Traversi, originale quella del gruppo piemontese), non arrivarono mai nei negozi, così come un certo quantitativo di singoli di Mina usciti solo per scopi promozionali anche se catalogati con l'alfanumerico di quelli normalmente in commercio. Fra i singoli riservati al circuito dei juke-box si segnalano Nuur/Mr. Blue che non ha un corrispettivo ufficiale (da Mina® non fu estratto alcun singolo per il mercato italiano) e il quarantacinque giri equamente suddiviso tra Mina e i Logan Dwight dotato di copertina fotografica originale.

## Dischi
La datazione qui riportata si basa sull'etichetta del disco o sulla copertina; qualora nessuno di questi elementi abbia una datazione, è basata sulla numerazione del catalogo; talora è, infine, basata sul codice della matrice di stampa. Se esistenti, sono riportati, oltre all'anno, il mese e il giorno (quest'ultimo dato si trova, a volte, stampato sul vinile).

### 33 giri
| Numero di catalogo | Anno          | Interprete                                     | Titoli                                                |
| ------------------ | ------------- | ---------------------------------------------- | ----------------------------------------------------- |
| PLD A 5001         | 1967          | Mina                                           | Dedicato a mio padre                                  |
| PLD A 5002         | 1968          | Mina                                           | Mina alla Bussola dal vivo                            |
| PLD A 5003         | 1968          | Mina                                           | Le più belle canzoni italiane interpretate da Mina    |
| PLD A 5005         | 1968          | Mina                                           | Canzonissima '68                                      |
| PLD A 5004         | 1969          | Mina                                           | I discorsi                                            |
| PLD A 5006         | 1969          | Mina                                           | Mina for You                                          |
| PLD A 5007         | 1969          | Mina                                           | Incontro con Mina                                     |
| PLD A 5008         | 1969          | Augusto Martelli                               | L'orchestra di Augusto Martelli dal vivo              |
| PLD A 5009         | 1969          | Mina                                           | ...bugiardo più che mai... più incosciente che mai... |
| PLD A 5010         | 1969          | Bob Mitchell                                   | Bob Mitchell and His Sound                            |
| PLD A 5011         | 1969          | Brazilian Octopus                              | Brazilian Octopus                                     |
| PLD A 5012         | 1969          | The Blue Sitar                                 | Temas classicos en tempo de bolero                    |
| PLD A 5015         | 1969          | Los Zorzales                                   | Oracion a mi amada                                    |
| PLD A 5014         | 1969          | artisti vari                                   | Hair edizione brasiliana                              |
| PLD A 5016         | 1970          | artisti vari                                   | Carnaval '70                                          |
| PLD A 5017         | 1970          | Os Tres Morais                                 | Os Tres Morais                                        |
| PLD A 5018         | 1970          | Trio Grisol                                    | Trio Grisol                                           |
| PLD A 5020         | 1970          | Ubirajara                                      | Um bandoneon dentro la noite                          |
| PLD A 5021         | 1970          | Ary Toledo                                     | Ary Toledo                                            |
| PLD A 5022         | 1970          | Luiz Bandiera                                  | Nas Madrugadas do Rio                                 |
| PLD A 5026         | 1970          | Mina                                           | Mina canta o Brasil                                   |
| PLD A 5030         | Novembre 1970 | Mina                                           | ...quando tu mi spiavi in cima a un batticuore...     |
| PLD A 5031         | 1970          | Anita Traversi                                 | Anita Traversi                                        |
| PLD A 5035         | 1971          | Mina                                           | Del mio meglio                                        |
| PLD A 5036         | 1971          | I Domodossola                                  | D... come Domodossola                                 |
| PLD A 5037         | 1971          | Mina                                           | Mina                                                  |
| PLD A 5038         | 1971          | Milly                                          | D'amore e di libertà                                  |
| PLD A 5039         | 1971          | Milly                                          | D'amore e di libertà vol. 2                           |
| PLD L 5043         | 1972          | Mina                                           | Cinquemilaquarantatre                                 |
| PLD A 5054         | 1972          | Logan Dwight                                   | Logan Dwight                                          |
| PLD A 5059         | 1972          | È Carnaval                                     | Successos de 72                                       |
| PLD A 5057         | 1972          | Enrico Simonetti                               | Samba 100%                                            |
| PLD A 5060         | 1972          | Toquinho & Vinicius                            | Toquinho & Vinicius                                   |
| PLD L 5061         | Novembre 1972 | Mina                                           | Dalla Bussola                                         |
| PLD L 5062         | Novembre 1972 | Mina                                           | Altro                                                 |
| PLD A 5063         | 1972          | I Domodossola                                  | L'allegria                                            |
| PLD A 5064         | 1972          | Marisa Sacchetto                               | Primo incontro                                        |
| PLD L 5065         | Aprile 1973   | Mina                                           | Del mio meglio n. 2                                   |
| PLD L 5069         | Ottobre 1973  | Mina                                           | Frutta e verdura                                      |
| PLD L 5070         | Ottobre 1973  | Mina                                           | Amanti di valore                                      |
| PLD A 5071         | 1973          | Marisa Sacchetto                               | Un papavero tra le rotaie                             |
| PLD A 5072         | Febbraio 1973 | Tihm                                           | Tihm                                                  |
| PLD A 5073         | 1973          | Rossano                                        | Viaggio a sud del cuore                               |
| PLD A 5076         | 1973          | Anita Traversi                                 | American Golden Hits                                  |
| PLD A 5084         | 1974          | Tangerine Dream                                | Atem                                                  |
| PLD A 5085         | 1974          | Guru Guru                                      | Guru Guru                                             |
| PLD A 5086         | 1974          | I Domodossola                                  | Se hai paura                                          |
| PLD A 5088         | 1974          | Gaetano Liguori Trio                           | Cile libero, Cile rosso                               |
| PLD A 5089         | 1974          | Guido Mazzon                                   | Gruppo Contemporaneo                                  |
| PLD A 5090         | 1974          | Andrea Centazzo                                | Ictus                                                 |
| PLD A 5091         | 1974          | Cincinnato                                     | Cincinnato                                            |
| PLD A 5092         | 1974          | Renato Sellani Trio                            | Piazza S. Eufemia                                     |
| PLD A 5093         | 1974          | Lyonesse                                       | Lyonesse                                              |
| PLD L 6005         | Ottobre 1974  | Mina                                           | Mina®                                                 |
| PLD L 6006         | Ottobre 1974  | Mina                                           | Baby Gate                                             |
| PLD A 6007         | 1974          | Quinta Feira                                   | Quinta Feira                                          |
| PLD A 6008         | 1974          | Aulehla & Zappa                                | Aulehla & Zappa                                       |
| PLD A 6018         | 1974          | Romano Mussolini Trio                          | Mirage                                                |
| PLD A 6019         | 1974          | Martial Solal                                  | Himself                                               |
| PLD A 6020         | 1974          | Andrea Centazzo                                | Fragmentos                                            |
| PLD A 6024         | 1975          | Guido Mazzon                                   | Ed ora parliamo di libertà                            |
| PLD A 6025         | 1975          | Roberto Cacciapaglia                           | Sonanze                                               |
| PLD L 6026         | 1975          | Mina                                           | Del mio meglio n. 3                                   |
| PLD A 6027         | 1975          | Giorgio Gaslini                                | Concerto della libertà                                |
| PLD A 6028         | 1975          | Martial Solal                                  | 7 + 4 = x                                             |
| PLD A 6033         | 1975          | Gaetano Liguori Trio                           | I signori della guerra                                |
| PLD A 6035         | 1975          | Franco Cerri                                   | Querce, platani & cerri                               |
| PLD L 6036         | 1975          | Mina                                           | Minacantalucio                                        |
| PLD L 6037         | 1975          | Mina                                           | La Mina                                               |
| PLD A 6038         | 1975          | Mario Guarnera                                 | Adriana & noi                                         |
| PLD A 6043         | 1975          | Giorgio Gaslini e Bruno Tommaso                | Canti di popolo in Jazz                               |
| PLD A 6046         | 1976          | Luigi Grechi                                   | Accusato di libertà                                   |
| PDU A 6047         | 1976          | artisti vari                                   | FM Frequenze Modulate                                 |
| PLD A 6048         | 1976          | Guido Mazzon                                   | Solo una rotella e una vitina                         |
| PLD A 6050         | 1976          | Elektriktus                                    | Electronic Mind Waves                                 |
| PLD A 6051         | 1976          | Gaetano Liguori                                | Collective Orchestra                                  |
| PLD A 6054         | 1976          | Gunter Hampel                                  | Freedom Out!                                          |
| PLD A 6056         | 1976          | Alan Stivell                                   | E Dulenn                                              |
| PLD A 6058         | 1976          | Renato Sellani                                 | Tizia                                                 |
| PLD A 6062         | 1976          | Lyonesse                                       | Tristan de Lyonesse                                   |
| PLD A 6065         | 1976          | Severino Gazzelloni                            | In pop                                                |
| PLD A 6070         | 1977          | Luigi Grechi                                   | Luigi Grechi                                          |
| PLD A 6071         | 1977          | Alan Stivell                                   | Treman's Inis                                         |
| PLD A 6072         | 1976          | Tangerine Dream                                | Electronic Meditation                                 |
| PLD A 6079         | 1978          | Renato Sellani e Gianni Basso                  | Renato Sellani e Gianni Basso                         |
| PLD L 6088         | 1977          | Mina                                           | Mina con bignè                                        |
| PLD L 6089         | 1977          | Mina                                           | Mina quasi Jannacci                                   |
| PLD A 6091         | 1978          | Guru Guru                                      | Tango fango                                           |
| PLD A 6092         | 1978          | Guru Guru                                      | Globetrotter                                          |
| PLD A 6093         | 1978          | Marisa Sacchetto                               | It's a Horse of a Different Colour                    |
| PLD A 6096         | 1978          | Hydrus                                         | Midnight in Space PLD 6089/90                         |
| PLD 6098/99        | 1978          | Mina                                           | Mina Live '78                                         |
| PLD A 7004         | 1979          | Lyonesse                                       | Live in Milano                                        |
| PLD A 7005         | 1979          | Popol Vuh                                      | Nosferatu                                             |
| PLD A 7006         | 1979          | Luigi Grechi                                   | Come state?                                           |
| PLD A 7007         | 1979          | Mina                                           | Del mio meglio n° 5                                   |
| PLD A 7009         | 1979          | Franco Bergamini, Ivan Novaga e Armando Savini | I magnifici undici                                    |
| PLD A 7010         | 1979          | AA.VV.                                         | Escola do Samba vol.1                                 |
| PLD A 7011         | 1979          | AA.VV.                                         | Escola do Samba vol.2                                 |
| PLD A 7012         | 1979          | AA.VV.                                         | Escola do Samba vol.3                                 |
| PLD A 7013         | 1979          | Alan Stivell                                   | International Tour                                    |
| PLD A 7037         | 1983          | Victor Bach                                    | Incredible                                            |
| PLD A 7039         | 1983          | Martial Solal                                  | Solal '83                                             |
| PLD A 7047/48      | 1985          | Mina                                           | Finalmente ho conosciuto il conte Dracula...          |
| PLD A 7060         | 1988          | Mina                                           | Oggi ti amo di più                                    |
| PLD A 7061         | 1988          | The Event                                      | What's the time matter                                |
| PLD A 7069         | 1990          | Proxima                                        | Proxima                                               |
| PLD A 7070         | 1990          | Massimo Bozzi                                  | Il tempo non si ferma                                 |
| PLD A 7071         | 1990          | Mina                                           | Ti conosco mascherina                                 |
| PLD A 7074         | 1991          | Massimiliano Pani                              | L'occasione                                           |
| PLD A 7075         | 1991          | Angel Pato Garcia                              | Mensaje de tango                                      |

### 45 giri
| Numero di catalogo | Anno             | Interprete       | Titoli                                                |
| ------------------ | ---------------- | ---------------- | ----------------------------------------------------- |
| P. A. 1001         | 1967             | Roberto Ferri    | Milioni di parole/La partenza                         |
| P. A. 1002         | 1967             | Mina             | Trenodia/I discorsi                                   |
| P. A. 1003         | 1968             | Mina             | La canzone di Marinella/I discorsi                    |
| P. A. 1004         | 1968             | Mina             | Canzone per te/Che vale per me                        |
| P. A. 1005         | 1968             | Mina             | Regolarmente/Fantasia                                 |
| P. A. 1006         | 1968             | Roberto Ferri    | Come una vecchia canzone francese/Un pugno di mosche  |
| P. A. 1007         | 1968             | Mina             | Allegria/Un colpo al cuore                            |
| P. A. 1008         | agosto 1968      | Bob Mitchell     | Rock Around the Clock/Uomo nuovo                      |
| P. A. 1010         | 1968             | Roberto Ferri    | Quello che perderai/Tienimi                           |
| P. A. 1011         | 1968             | Mina             | Quand'ero piccola/Io innamorata                       |
| P. A. 1012         | 1968             | Mina             | Vorrei che fosse amore/Caro                           |
| P. A. 1014         | 1968             | Mina             | Né come né perché/Niente di niente                    |
| P. A. 1015         | dicembre 1968    | Milena           | Io e la luna/Il tempo e la distanza                   |
| P. A. 1016         | 1968             | Mina             | Zum zum zum/Sacumdì sacumdà                           |
| P. A. 1017         | 1969             | Mina             | Un'ora fa/Ma che freddo fa                            |
| P. A. 1019         | 1969             | Mina             | Non credere/Dai dai domani                            |
| P. A. 1020         | 1969             | Augusto Martelli | Le donne/Lei, lei, lei                                |
| P. A. 1022         | 1969             | Mina             | Si.../Moj je te regarde                               |
| P. A. 1023         | settembre 1969   | I Domodossola    | Amori miei/Una nube nera                              |
| P. A. 1024         | 1969             | Anita Traversi   | Mago della pioggia/Quello sguardo lontano             |
| P. A. 1025         | 1969             | Mina             | Ne la crois pas/Le coeur en larmes                    |
| P. A. 1026         | 1969             | Anita Traversi   | Gentleman Rainmaker/You're Much Better Off Lonely     |
| P. A. 1027         | 1969             | Mina             | Il cielo in una stanza/Ma se ghe penso                |
| P. A. 1029         | 1969             | Mina             | Un'ombra/I problemi del cuore                         |
| P. A. 1030         | 1970             | I Domodossola    | Ciao, anni verdi/Il cigno non c'è più                 |
| P. A. 1031         | 1970             | Mina             | Bugiardo e incosciente/Una mezza dozzina di rose      |
| P. A. 1036         | 1970             | The Dorians      | Good Love/Psychedelic Lipstick                        |
| P. A. 1037         | 1970             | I Domodossola    | Adagio/Ciao ragazza, ciao città                       |
| P. A. 1038         | aprile 1970      | Mina             | Insieme/Viva lei                                      |
| P. A. 1039         | 1970             | Mina             | No Arms Can Ever Hold You/Non credere                 |
| P. A. 1040         | 1970             | Mina             | Glaube ihr nicht/Dai dai domani                       |
| P. A. 1043         | 5 novembre 1970  | I Domodossola    | Girotondo/Occhi rossi di pianto                       |
| P. A. 1044         | novembre 1970    | Mina             | Io e te da soli/Credi                                 |
| P. A. 1045         | novembre 1970    | Marisa Sacchetto | Sono già le sei/Non sono io                           |
| P. A. 1046         | 1971             | The Dorians      | Help for My Waiting/Means and Ways                    |
| P. A. 1054         | 1971             | Mina             | Io tra di voi/L'uomo della sabbia                     |
| P. A. 1059         | febbraio 1971    | Mina             | Una donna, una storia/Dominga                         |
| P. A. 1060         | marzo 1971       | Marisa Sacchetto | Tredici ragioni/Col profumo delle arance              |
| P. A. 1062         | 1971             | Milena           | Pom pom pom/Gli occhi di quella sono su di te         |
| P. A. 1063         | maggio 1971      | Mina             | Amor mio/Capirò (I'll Be Home)                        |
| P. A. 1065         | 1971             | Marisa Sacchetto | Innamorata di te/Miracolo d'amore                     |
| P. A. 1066         | 1971             | I Domodossola    | L'amore del sabato/Dopo                               |
| P. A. 1067         | ottobre 1971     | Mina             | Uomo/La mente torna                                   |
| P. A. 1068         | ottobre 1971     | Rossano          | Le piccole domande dell'amore/Senza lavoro            |
| P. A. 1069         | 1972             | I Domodossola    | L'amore del sabato/Come quando fuori piove            |
| P. A. 1070         | gennaio 1972     | Mina             | Grande, grande, grande/Non ho parlato mai             |
| P. A. 1072         | marzo 1972       | Rossano          | Dove andiamo stasera/T'amo, t'ho amato, t'amerò       |
| P. A. 1073         | aprile 1972      | Marisa Sacchetto | Il mio amore per Mario/Un po' di sole e mezzo sorriso |
| P. A. 1074         | 1972             | I Domodossola    | Piazza S. Babila/L'allegria                           |
| P. A. 1075         | aprile 1972      | Mina             | Parole parole/Adagio                                  |
| P. A. 1076         | 1972             | Logan Dwight     | Logan Dwight/Moments of Eternity                      |
| P. A. 1077         | novembre 1972    | Rossano          | Perdersi/Chi è quel ragazzo                           |
| P. A. 1079         | novembre 1972    | The Dorians      | Wanna Hear/You Music Playing                          |
| P. A. 1081         | novembre 1972    | Mina             | Eccomi/Domenica sera                                  |
| P. A. 1082         | gennaio 1973     | Tihm             | Quante volte/Vagabondi e zingari                      |
| P. A. 1085         | 1973             | Marisa Sacchetto | Ho paura ma non importa/La città                      |
| P. A. 1087         | 1973             | Mina             | Lamento d'amore/Rudy                                  |
| P. A. 1090         | ottobre 1973     | Mina             | E poi.../Non tornare più                              |
| P. A. 1092         | ottobre 1973     | Tihm             | Canto/Gli occhi ai limiti del cuore                   |
| P. A. 1093         | 22 novembre 1973 | Marisa Sacchetto | Mervigliosa malattia/Domani è ancora primavera        |
| P. A. 1094         | 1974             | Mina             | Und dann.../Liebe am Sonntag                          |
| P. A. 1095         | 1974             | Mina             | Non gioco più/La scala buia                           |
| P. A. 1096         | 1974             | Mina             | Et puis ça cert à quoi/Les oiseaux reviennent         |
| P. A. 1098         | 1974             | I Domodossola    | Torna presto/L'amore in blue jeans                    |
| P. A. 1101         | 1975             | Tangerine Dream  | Ultima Thule, part I/Ultima Thule, part II            |
| P. A. 1102         | 1975             | Yor Milano       | Suisse Petrole/Ciapa che l'ghe                        |
| P. A. 1105         | 1975             | Mina             | L'importante è finire/Quando mi svegliai              |
| P. A. 1107         | 1975             | I Domodossola    | Tutto bene/Eri bella, eri mia                         |
| P. A. 1111         | 1976             | Carlo Russo      | Scusa amore mio/Eri tu                                |
| P. A. 1112         | 1976             | Mina             | Nuda/Colpa mia                                        |
| P. A. 1113         | 1976             | Mario Nobile     | Recuerdo/Verso il sole                                |
| P. A. 1119         | 1977             | Luigi Grechi     | Le chiavi/Elogio del tabacco                          |
| P. A. 1121         | 1977             | Aries            | Soli noi/Donna straniera                              |
| P. A. 1123         | 1977             | Mina             | Giorni/Ormai                                          |
| P. A. 1125         | 1978             | Marisa Sacchetto | Honey Honey/I Love You So                             |
| P. A. 1126         | 1978             | Massimo Vita     | Lui ride/Sei nata mia                                 |
| P. A. 1127         | 1978             | Aries            | Vivere come noi/Io adesso                             |
| P. A. 1129         | 1978             | Mina             | Città vuota/Ancora ancora ancora                      |
| P. A. 1130         | 1978             | Marisa Sacchetto | Un momento prima/L'innocenza e l'incoscienza          |
| P. A. 1131         | 1978             | Catherine Bardin | Si tu savais/Les filles d'aujourd'hui                 |
| P. A. 1133         | 1978             | Massimo Vita     | Non ho che te/Hai sbagliato, ho sbagliato             |
| P. A. 1135         | 1979             | Marisa Sacchetto | Face in the Water/What Now My Love (Et maintenant)    |
| P. A. 1136         | 1979             | Mina             | Anche un uomo/Se il mio canto sei tu                  |
| P. A. 1138         | 1979             | Freddie Aguilar  | Un bambino/Ina                                        |
| P. A. 1139         | 1979             | Marisa Sacchetto | Hunting for My Heart/Golden Sunset                    |
| P. A. 1140         | 1980             | Mina             | Buonanotte buonanotte/Capisco                         |
| P. A. 1141         | 1981             | Mina             | Una canzone/Quando l'amore ti tocca                   |
| P. A. 1143         | 1982             | Mina             | Morirò per te/Oggi è nero                             |
| P. A. 1147         | 1983             | Mina             | Devi dirmi di si/La controsamba                       |
| P. A. 1149         | 1983             | Alessandra       | M'ama non m'ama/Tu sarai la mia luce                  |
| P. A. 1150         | 1984             | Mina             | Rose su rose/Ninna nanna                              |
| P. A. 1151         | 1984             | Mina             | Comincia tu/La nave                                   |
| P. A. 1153         | 1986             | Mina             | Via di qua/Cosa manca                                 |
| P. A. 1154         | 1987             | Marilena         | Gave Me the Moon/Fun-Time in the Summer-Time          |
| P. A. 1156         | 1989             | Marilena         | Mustapha 1/Mustapha 2                                 |